# Rumenzuur
Rumenzuur (cis-9, trans-11 18:2 zuur of cis-9, trans-11 CLA isomeer) is een isomeer van geconjugeerd linolzuur. Als in een meervoudig onverzadigde verbinding de dubbele bindingen in de keten slechts gescheiden worden door één enkele binding én in hetzelfde vlak dan heten de dubbele bindingen geconjugeerd, dit levert extra stabiliteit voor de verbinding.
Rumenzuur komt voor in het vet van herkauwers en in melkproducten. Het is een omega-7 transvet. 85-90% van de totale CLA in melkproducten bestaat uit rumenzuur.
De naam werd in 1998 voorgesteld door Kramer et al..
Rumenzuur wordt in de pens (Engels / Latijn: rumen) door biohydrogenatie (hydrogenatie door micro-organismen) van meervoudig onverzadigde vetzuren samen met vacceenzuur gevormd.

## Biologische eigenschappen
In laboratoriumstudies vertoont rumenzuur een beschermende werking tegen kanker.